# Septorella ultima
Septorella ultima, fosilna vrsta parožina iz porodice Clavatoraceae.